# Lago Enriquillo
Il lago Enriquillo è una lago ipersalino situato nella regione a sud-ovest della Repubblica Dominicana. Le sue acque sono situate tra le province del Baoruco e dell'Independecia, quest'ultima confinante con Haiti. Si posiziona tra la Sierra de Neiba e la Sierra de Baoruco, ed è il più grande lago della Repubblica Dominicana e dei Caraibi. Oltre a questo, è anche il punto più basso presente in uno stato insulare.

## Idrografia
Il lago Enriquillo copre un'area di 380 km2 e si posiziona ad un livello di altitudine di 46 m sotto il livello del mare. Il suo bacino idrografico include dieci sistemi di fiumi minori, alcuni dei quali perenni (provenienti dalle montagne di Neiba, a nord) ed altri intermittenti (dalle montagne del Baoruco, a sud). Il livello d'acqua del lago è molto variabile a causa delle forti precipitazioni temporalesche e dell'alto grado di evaporazione.
L'area ha un clima caldo e semi-arido: il picco di precipitazioni è a Maggio e ad Ottobre, mentre da Dicembre ad Aprile è estremamente raro che piova. Data la lunghezza del lago, la media annuale di pioggia varia tra la zona a nord-ovest (729 mm) e quella a sud-est (508 mm). Il suo contenuto di sale varia tra i 33 ppm (circa il livello marino) e i 100 ppm.
Tra il 2004 e il 2011, il lago ha raddoppiato la sua superficie, passando da 164 km2 a 350 km2
. Le ragioni di questa estensione sono ancora in fase di discussione ma potrebbero essere una combinazione di diversi fattori tra i quali l'aumento delle piogge nella regione, l'incremento di sedimenti causati dalla deforestazione che posizionandosi alla base del lago ne alzano l'alveo, e le temperature più miti, che riducono l'evaporazione superficiale.

## Geografia
Il lago è situato in una valle che si estende da Port-au-Prince, nella Repubblica di Haiti, dove è nota come la Pianura del Cul-de-Sac, alla Bahia de Neiba, nella Repubblica Dominicana, dove è conosciuta come Hoya de Enriquillo. Ci sono tre isole nel lago: Barbarita, Islita e Isla Cabritos, in passato unite l'un l'altra da banchi di sabbia. Le prime due sono completamente sommerse da Dicembre del 2011.

## Flora e fauna
Il lago Enriquillo è abitato dalla più grande popolazione di coccodrilli americani (Crocodylus acutus) dei Caraibi. Si possono trovare diverse specie di pesci nel lago tra cui la Limia melanonotata,la limia trydens (tiburon limia), la Gambusia spagnola (Gambusia hispaniolae) e il Ciprinodontide spagnolo (Cyprinodon bondi). Sono presenti inoltre due specie endemiche di iguana in via d'estinzione, l'iguana di Ricord (Cyclura ricordi) e l'iguana rinoceronte (Cyclura cornuta). Anche il serpente Haitiophis anomalus è nativo dell'area. Tra le numerose specie di uccelli presenti nella zona, i più numerosi sono i fenicotteri Americani (Phoenicopterus ruber); gli stormi sono concentrati principalmente sull'Isla Cabritos e verso l'estremo orientale del lago.
Si possono trovare le piante che sopravvivono ai climi aridi, come il cactus (in particolare l'endemico Melocactus iemairei).
Un parco nazionale fu istituito nel 1974 per preservare l'area; nel 2002 fu unito ad altri due parchi per formare la riserva Jaragua-Bahoruco-Enriquillo Biosphere Reserve.

## Storia
Il lago ha preso il nome da Enriquillo, un cacicco della popolazione indigena dei Taino, che si ribellò contro gli spagnoli agli inizi del 16º secolo e si nascose nelle montagne a sud del lago. Precedentemente si chiamava lago Xaragua, come il cacicato in cui era collocata.

## Economia
Le terre nei pressi del lago Enriquillo sono state utilizzate a lungo per l'agricoltura, con colture come banane, patate dolci e yuca, e per il pascolo. L'innalzamento dei livelli dell'acqua, però, ha causato un'abbondante perdita di terre coltivabili.
Città importanti vicino alle sponde del lago sono Neiba, il capoluogo della provincia del Baoruco, e Jimani, la capitale della provincia dell'Independencia. La Descubierta è la città più vicina all'entrata del lago e del parco nazionale. La comunità di Boca de Cachon è stata soggetta ad importanti politiche di riallocazione statali, tra le quali la costruzione di una nuova città più lontana dalle rive del lago, a causa dell'innalzamento dei livelli d'acqua.
Il lago Enriquillo è diventato un'importante destinazione turistica, sia per turismo interno che per turismo estero. È presente un gruppo di petroglifi pre-Taino, localmente chiamati "las caritas", "le facce", nelle quali si vede il lago. Ci sono diversi piccoli hotel nelle città vicine, solitamente utilizzati da viaggiatori commerciali e dai turisti. Sono presenti inoltre diversi autobus che collegano la zona con Santo Domingo ed altri luoghi nelle vicinanze.